# 5318 Dientzenhofer
5318 Dientzenhofer è un asteroide della fascia principale. Scoperto nel 1985, presenta un'orbita caratterizzata da un semiasse maggiore pari a 2,2890803 UA e da un'eccentricità di 0,1341971, inclinata di 3,31078° rispetto all'eclittica.